# Abuko United FC
Abuko United Football Club ist ein gambischer Fußball-Verein aus Abuko nahe Kombo North.
Das Männer-Team spielt in der Serrekunda East Sports Development Organisation.
Das Frauen-Team spielt in der höchsten Spielklasse, der Gambian Championnat National D1-Woman.

## Stadion
Das Team spielt aktuell im Serrekunda East Mini-Stadium. Dieses bietet eine Kapazität für 10.000 Zuschauer.

## Persönlichkeiten
- Mam Drammeh
- Sainey Sissohore
- Binta Colley
- Veronic Malack